# 꽃파는 처녀 (영화)
《꽃파는 처녀》는 1972년에 제작된 조선민주주의인민공화국의 영화이다. 1930년에 김일성이 10월 혁명 기념행사에서 만든 동명의 가극 《꽃파는 처녀》를 1972년에 김정일이 영화화하도록 지시해 만들어졌다. 영화는 체코 카를로비바리 국제영화제에서 특별상을 받는 성과를 이뤘으며 일본과 프랑스, 헝가리 등에서도 상영되었다. 중국의 경우 관람객이 1,000만 명에 달했다.